# Teimei

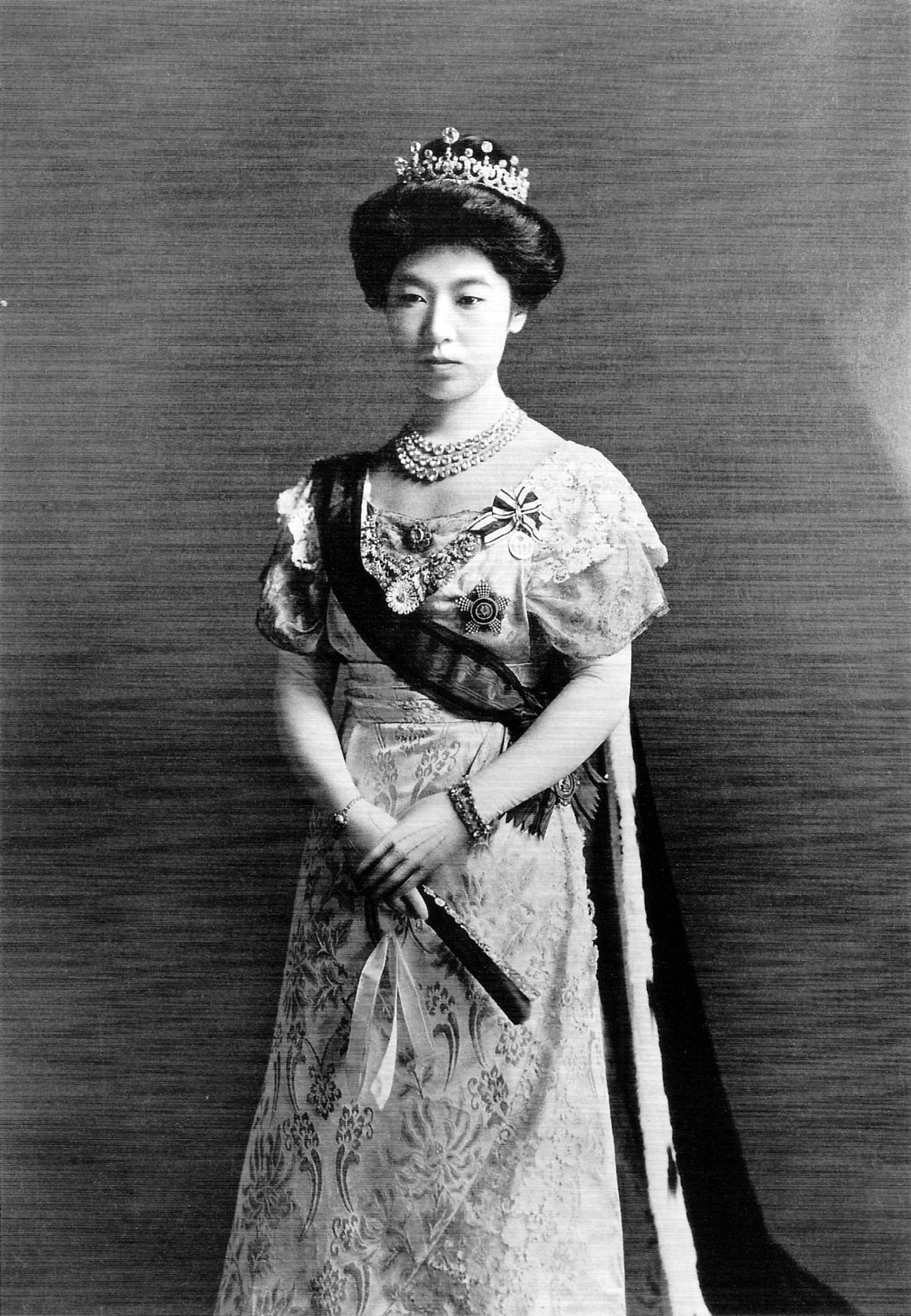
Kaiserin Teimei, 1912

Kaiserin Teimei (jap. 貞明皇后 Teimei-kōgō, wirklicher Name: Kujō Sadako (九条 節子); * 25. Juni 1884; † 17. Mai 1951), auch als Kaiserwitwe Teimei bekannt (貞明皇太后, Teimei-kōtaigō), war die Gemahlin des Taishō Tennō von Japan. Sie war die Mutter des Shōwa Tennō. Ihr Name Teimei bedeutet „erleuchtete Konstanz“.
Ihre sterblichen Überreste ruhen in einem Mausoleum im Kaiserlichen Friedhof Musashi.